# Naumachie

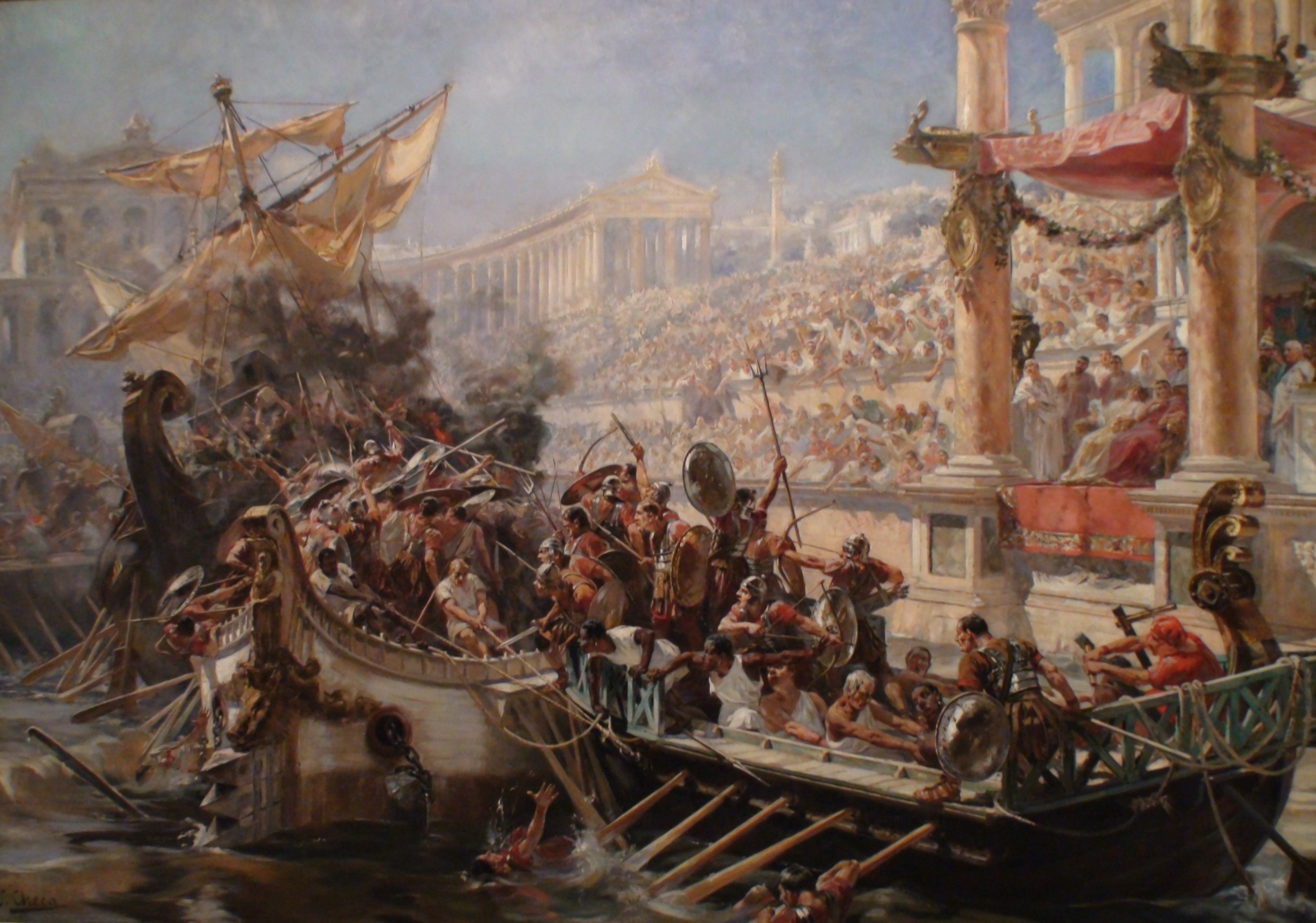
Naumachia (Ausschnitt): Gemälde von Ulpiano Checa, erstmals gezeigt im Jahr 1894

Als Naumachie bzw. Naumachia (altgriechisch ναυμαχία naumachía, deutsch ‚Seeschlacht‘ aus ναῦς náus, deutsch ‚Schiff‘, und μᾰ́χη máchē, deutsch ‚Kampf, Schlacht, Gefecht‘, lateinisch naumachia oder navale proelium, navalia proelia) wurden in der Antike sowohl nachgestellte Seeschlachten als auch die Anlagen, in denen diese Schauspiele stattfanden, bezeichnet. Die dort teilnehmenden Naumachiarier (lateinisch naumachiārius, „Schiffskämpfer“) waren Kämpfer, Gefangene oder Verbrecher. Es handelt sich auch um ein gartenkünstlerisches Gestaltungselement.

## Geschichte
Die erste Naumachie wurde 46 v. Chr. von Gaius Iulius Caesar veranstaltet, der eigens zu diesem Zweck einen künstlichen See auf dem Marsfeld anlegen ließ. Bei diesem Spektakel wurde eine Schlacht zwischen phönizischen und ägyptischen Schiffen dargestellt. An diesem Gefecht sollen viertausend Ruderer und zweitausend Decksoldaten teilgenommen haben, so dass nach Schätzungen des Historikers Fik Meijer insgesamt 22 Schiffe beteiligt waren. Der Andrang der Zuschauer war dabei so groß, dass von außerhalb Roms anreisende Zuschauer auf den Straßen kampieren mussten.
Augustus ließ 2 v. Chr. die erste permanente Naumachie errichten, die daher später als vetus naumachia (deutsch „alte Naumachie“) bezeichnet wurde und ein Ausmaß von 540 mal 350 Meter hatte, siehe: Naumachia Augusti.
Die größte Naumachie ließ Claudius im Jahre 52 auf dem Fuciner See, dem einst größten Binnengewässer Mittelitaliens, ausrichten. In der Mitte des Sees hatte er einen mechanischen Tritonen aufbauen lassen, der mit einer Fanfare den Beginn der Schlacht einläutete. Auf beiden Seiten kämpften dabei je 9500 Sklaven auf je 50 Schiffen. Vor dieser Naumachie grüßten die Kämpfenden den römischen Kaiser mit dem Ruf:

“Ave imperator, morituri te salutant!”

Dieser Gruß wird im Allgemeinen mit Gladiatoren und Julius Caesar assoziiert und z. B. in Lehrbüchern tradiert. Es ist jedoch nicht belegt, dass jemals ein Gladiatorenkampf stattfand, bei dem die Gladiatoren auf diese Weise den römischen Kaiser ansprachen. Die in dieser Naumachie auf dem Fuciner See kämpfenden Sträflinge – also gerade keine Gladiatoren – versuchten mit diesen Worten wahrscheinlich, das Mitleid des Kaisers zu wecken.
Nero, der es bevorzugte, Naumachien in Amphitheatern auszurichten, ließ dafür „Fische und andere Meereskreaturen (wie Krokodile)“ im Wasser umherschwimmen, um die Spannung zu erhöhen; auch im Kolosseum fanden Naumachien statt – zum Beispiel bei seiner feierlichen Einweihung im Jahre 80, als der Arenaboden des Kolosseums noch rein auf einem hölzernen Stützensystem ruhte und das schnelle Fluten und Ablassen des Wassers in der Arena ermöglichte.
Auch Domitian ließ Naumachien ausrichten, z. B. im Jahre 95 in der naumachia Augusti. Seit den von Aurelian nach dem Sieg über Zenobia im Jahr 272 n. Chr. veranstalteten Naumachien scheinen sie aus der Mode gekommen zu sein. Aufgrund des großen Aufwandes waren Naumachien deutlich seltener als Gladiatorenkämpfe.
Wie die Gladiatoren waren die Naumachiarii meist Sklaven, Kriegsgefangene oder zum Tode Verurteilte; durch eine gute Darbietung konnten diese die Freiheit erlangen.
In der Barockzeit wurden die Naumachien zur Belustigung der höfischen Gesellschaft wiederbelebt. So wurden etwa auf dem (heute trockengelegten) Brandenburger See in Bayreuth Seeschlachten ausgetragen, ebenso vor einer künstlichen maritimen Kulisse um den Leuchtturm Moritzburg (Sachsen). Eine der antiken Form nachgebildete Naumachie befand sich im Parc Monceau (Paris). Auch „Schlachten“ mit ferngesteuerten Modellschiffen können zu den Naumachien gezählt werden.